# Włodzimierz Czechowski
Włodzimierz Antoni Czechowski (ur. 28 marca 1933 w Trześni) – polski polityk, inżynier górnik, urzędnik, konstruktor, przedsiębiorca, poseł na Sejm IV kadencji.

## Życiorys

### Wykształcenie i praca zawodowa
W 1961 ukończył z tytułem zawodowym magistra inżyniera studia na Wydziale Górnictwa i Geologii Politechniki Śląskiej.
W latach 1952–1954 pracował jako sztygar w Metrobudowie Warszawa. Następnie (do 1960) był inspektorem w Zjednoczeniu Górniczo-Hutniczym w Katowicach. W latach 1960–1964 kierował Stacją Badawczo-Doświadczalną Górnictwa Rud w Bytomiu. Od 1964 do 1968 pracował w zarządzie kombinatu „Orzeł Biały”. Od 1968 do 1971 był dyrektorem Zakładów Mechanicznych w Piątku, w latach 1971–1974 – dyrektorem Przedsiębiorstwa Budowlano-Montażowego w Kielcach, a od 1974 do 1976 – dyrektorem Fabryki Domów w Katowicach. Później przez rok zasiadał w zarządzie Huty Katowice. Od 1977 do 1979 kierował Wojewódzkim Zarządem Rozbudowy Miast. W latach 1979–1985 był dyrektorem ds. realizacji w Wydziale Budownictwa Urzędu Wojewódzkiego w Katowicach. Następnie do 1989 zasiadał w zarządzie spółdzielni mieszkaniowej w tym mieście. Od 1989 do czasu przejścia na emeryturę w 1995, prowadził własne przedsiębiorstwo PPHU WAG, w którym był prezesem zarządu.
Uzyskał uprawnienia rzecznika patentowego. Jest autorem 3 patentów i 5 wzorów użytkowych w mechanizacji górnictwa. W 1962 został członkiem Naczelnej Organizacji Technicznej.

### Działalność polityczna
W okresie stalinizmu działał w niezależnym ruchu harcerskim, w tym w ramach konspiracyjnej organizacji młodzieżowej „Drużyna Chrobrego”, która zajmowała się m.in. wysyłaniem listów z pogróżkami do członków Polskiej Partii Robotniczej czy zrywaniem plakatów propagandowych. Z powodu podejrzeń o zaangażowanie w tę działalność był rozpracowywany i kilkakrotnie zatrzymywany. W grudniu 1948 został zatrzymany przez funkcjonariuszy Ministerstwa Bezpieczeństwa Publicznego, a następnie aresztowany, był więziony m.in. w siedzibie WUBP w Katowicach, a także w Poznaniu i Kaliszu. Został zwolniony w czerwcu 1949, śledztwo w jego sprawie umorzono wobec braku dowodów. Po zwolnieniu zaprzestał działalności konspiracyjnej.
Od 1955 do rozwiązania (w 1990) należał do Polskiej Zjednoczonej Partii Robotniczej. W latach 1995–1998 działał w Krajowej Partii Emerytów i Rencistów, z listy której bez powodzenia kandydował w wyborach parlamentarnych w 1997 (otrzymał 3078 głosów).
W 2000 został przewodniczącym rady wojewódzkiej Forum Emerytów i Rencistów. Jako członek tego ugrupowania w wyborach do Sejmu w 2001 został liczbą 6233 głosów wybrany na posła IV kadencji z listy Samoobrony RP w okręgu katowickim. W tym samym roku wstąpił do tej partii. Objął funkcje wiceprzewodniczącego jej struktur w województwie śląskim, członka rady krajowej oraz przewodniczącego Krajowej Sekcji Emerytów, Rencistów i Niepełnosprawnych przy prezydium ugrupowania. W Sejmie pełnił funkcję zastępcy przewodniczącego Komisji Polityki Społecznej i Rodziny. Zasiadał także w Komisji Finansów Publicznych oraz Komisji Kultury i Środków Przekazu. Przewodniczył Podkomisji nadzwyczajnej do rozpatrzenia senackiego projektu ustawy o zmianie ustawy o kombatantach oraz niektórych osobach będących ofiarami represji wojennych i okresu powojennego. Zasiadał w prezydium Klubu Parlamentarnego Samoobrony RP. Przed wyborami parlamentarnymi w 2005 zrezygnował z kandydowania, motywując to złamaniem przez władze partii ustaleń dotyczących kolejności miejsc na listach wyborczych.
W latach 2006–2007 doradzał minister pracy Annie Kalacie. Następnie wycofał się z działalności politycznej. Zaangażował się w działalność środowisk kombatanckich. Objął funkcję przewodniczącego zarządu wojewódzkiego i wszedł w skład zarządu głównego Związku Kombatantów RP i Byłych Więźniów Politycznych. W 2017 prezes Instytutu Pamięci Narodowej powołał go w skład Komitetu Ochrony Pamięci Walk i Męczeństwa przy oddziale IPN w Katowicach.

## Odznaczenia
- Medal „Pro Memoria” (2005)[11]

## Życie prywatne
Zamieszkał w Katowicach. Żonaty, ojciec dwójki dzieci.